# Leslie Djhone

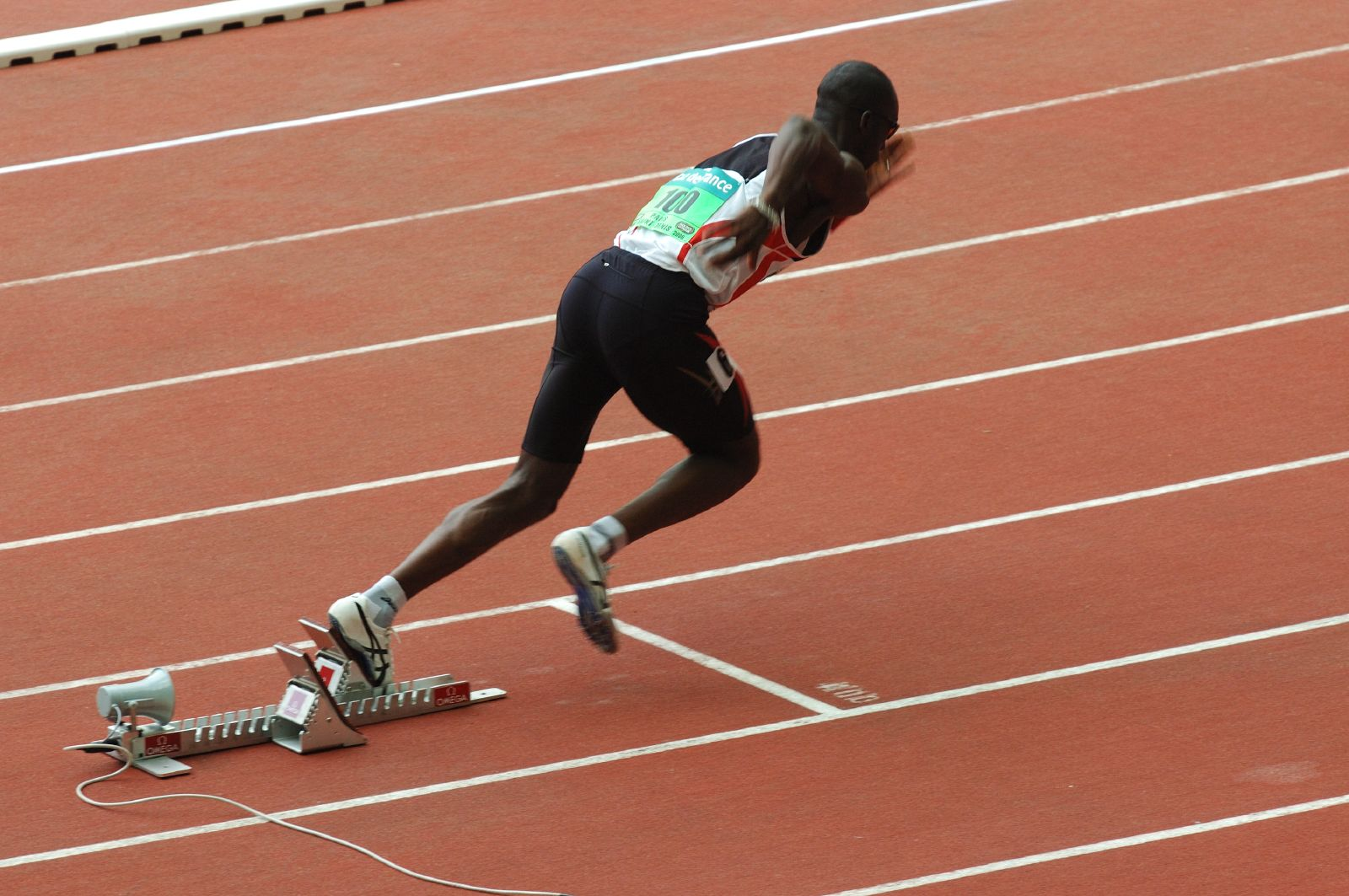
Leslie Djhone (2006)

Leslie Djhone (* 18. März 1981 in Abidjan, Elfenbeinküste) ist ein französischer Leichtathlet, der hauptsächlich im 400-Meter-Lauf startet.
Mit der 4-mal-400-Meter-Staffel gewann er bei den Europameisterschaften 2002 in München Bronze und bei den Weltmeisterschaften 2003 in Saint-Denis Gold. In der Einzeldisziplin wurde er in Saint-Denis Fünfter und bei den Olympischen Spielen 2004 in Athen Siebter.
Bei den Europameisterschaften 2006 in Göteborg gewann er über 400 Meter Bronze und mit der Staffel Gold. 2007 bei den Weltmeisterschaften in Osaka wurde er über 400 Meter Fünfter. 
Leslie Djhone hat bei einer Größe von 1,87 m ein Wettkampfgewicht von 73 kg.

## Persönliche Bestleistungen
- 100 m – 10,55 s (2003)
- 150 m – 15,52 s (2004)
- 200 m – 20,67 s (2004)
- 300 m – 32,18 s (2003)
- 400 m – 44,46 s (2007)
- Weitsprung – 7,92 m (1999)